# Dødishul
Et dødishul er en landskabsform opstået ved, at en isklump fra en gletsjer er smeltet bort og har efterladt en fordybning i terrænet. Dødishuller fremstår i dag ofte som små, runde eller ovale vandfyldte søer eller mosehuller, som indeholder lag aflejret ved slutningen af sidste istid, dækket med mere organiske lag fra den efterfølgende varmeperiode.
Mange landsbyer er i sin tid anlagt ved et dødishul, som har fungeret som vandforsyning for dyr og mennesker, et gadekær. På landbrugsjord er mange af hullerne gennem tiden fyldt op, idet man har ønsket at inddrage områderne til dyrkning.

## Dannelse
Normalt vil isen i en gletsjer bevæge sig frem mod isranden, hvor yderligere fremrykning forhindres af varmetilførsel, dels fra atmosfæren og dels fra jordvarme. Isen i en stagnerende gletsjer bevæger sig (næsten) ikke fremad, enten pga manglende tilførsel af is fra gletsjerens bagland eller som følge af mildere klima, som øger afsmeltningen, som det fx skete ved slutningen af den sidste istid, Weichsel. Isen i en stagnerende gletsjers rand smelter oftest bort sådan, at store isstykker skilles fra gletsjeren og omdannes til isolerede blokke eller klumper, såkaldt dødis, omgivet af og helt eller delvist begravede i moræneaflejringer dannet fra isen eller smeltevandsaflejringer dannet fra smeltevandet.
Hvis dødisklumper dækkes til med sediment, virker dette dække varmeisolerende, og klumpernes nedsmeltning forsinkes. Da Weichsel-istidens gletsjere begyndte at stagnere, i Danmark for ca. 17-15.000 år siden, vedblev klimaet med at være temmelig koldt i endnu nogle tusinde år, den såkaldte senglaciale tid, som dog indeholdt to varmere perioder, Bølling og Allerød, adskilt af den koldere periode ældre dryas. Ved slutningen af senglacial tid markerede en markant temperaturstigning overgangen til postglacial tid, den nuværende mellemistid. Sedimentdækkede dødisklumper smeltede i senglacial tid kun ganske langsomt ned, men dog nok til, at der på overfladen over dem dannedes en (ofte vandfyldt) lavning. Lavningen fyldtes gradvist op, dels med flydejord, som dannedes, når frossen jord på skråningerne omkring lavningen tøede op om foråret, og dels med nedskyl, sediment som blev vasket ned i lavningen af regnskyl.
Da den varme postglaciale tid begyndte, smeltede resterne af dødisklumperne ret hurtigt væk, og de overliggende lag af flydejord og nedskyl er ofte nærmest kollapset ned i bunden af dødishullet, som på denne måde ofte fik ganske stejle, kedelformede skråninger (jf. engelsk: kettle og tysk: Kessel som betegnelse for dødishuller).

## Dødislandskaber
Dødishuller har meget forskellig form og størrelse, men er typisk nogenlunde cirkelrunde eller svagt ovale, med et tværmål på 100-300 m, en dybde på 5-15 m og en indbyrdes afstand på fra få hundrede m til flere km. Dødishuller forekommer ofte i klynger, som kan strække sig over adskillige titals km2, og ofte ligger tæt på israndslinjer, fx egnene syd for Lemvig, syd for Viborg, nord for Mols Bjerge, ved Løsning mellem Horsens og Vejle, og på Høje Møn. I Danmark findes større dødislandskaber desuden mange steder i det østlige Jylland, på Fyn og på Sjælland. I et 45 km2 område ved Skjoldenæsholm på Midtsjælland er der talt 900 dødishuller. I Storkøbenhavn findes der mange dødishuller i et strøg fra Bagsværd til Smørumnedre, og i Nordsjælland er det meste af området nord for en linje mellem Holte og Slangerup rig på dødishuller. Det samlede antal dødishuller i Danmark er formentlig over 10.000.
I området mellem Skive og Vinderup syd for Limfjorden findes nogle af Danmarks største dødishuller, i form af Flyndersø og Stubbergård Sø. Disse aflange søer markerer placeringen af en tunneldal, som efter isens tilbagetrækning lå fyldt med dødis, som blev dækket med smeltevandsaflejringer. Da dødisen efterhånden smeltede, fremkom de nuværende søer med deres meget stejle sider, på den ellers ganske flade smeltevandsslette.

## Dødishuller og fundering
Lagene i et dødishul er altid slappere end de omgivende jordlag, dels fordi lagene er yngre end de omgivende istidslag, dels fordi hullerne ofte indeholder store mængder af organiske jordarter, såsom gytje og tørv, aflejret efter istiden, lag som ikke tåler nogen særlig belastning uden at de sætter sig. Gennem tiden er mange dødishuller fyldt op, så de ikke længere kan erkendes i landskabet. Ved byggeri i områder med dødishuller er det derfor jævnligt sket, at en bygning, fx et parcelhus, er blevet placeret ude i eller på kanten af et dødishul, som er skjult under lag af fyldjord, så hullet ikke kan erkendes i landskabet. Dette er én af de almindeligste grunde til sætningsskader på danske huse. Der kendes eksempler, hvor et parcelhus i sin ene ende er funderet direkte på istidslag, mens det i sin anden ende må stå på op til 10 m lange pæle, førend man er nået ned til bæredygtige lag. Dette viser, hvor stejle siderne i et dødishul kan være.